# Рутений
| 44       | Рутений |
| Ru101,07 |         |
| 4d75s1   |         |

Руте́ний (химический символ — Ru, от лат. Ruthenium) —  химический элемент 8-й группы (переходный металл, по устаревшей классификации — побочной подгруппы восьмой группы, VIIIB), пятого периода периодической системы химических элементов Д. И. Менделеева, с атомным номером 44. 
Простое вещество рутений — это тяжёлый металл серебристо-белого цвета. Относится к платиновым металлам, в природе встречается редко.

## История
Открыт профессором Казанского университета Карлом Клаусом в 1844 году, который в том же году опубликовал о новом элементе большую статью «Химические исследования остатков Уральской платиновой руды и металла рутения» в «Учёных записках Казанского университета». Об открытии, методе получения и свойствах нового элемента Клаус сообщил в письме Г. И. Гессу на немецком языке. Гесс зачитал письмо на заседании Петербургской Академии наук 13 сентября 1844 года, текст был опубликован в бюллетене Академии и в переводе на русский язык — в «Горном журнале». Клаус выделил рутений из уральской платиновой руды в чистом виде и указал на сходство между триадами рутений — родий — палладий и осмий — иридий — платина.

### Происхождение названия
Первооткрыватель элемента К. К. Клаус назвал рутений в честь России (Ruthenia — латинское название Руси). Название «рутений» было предложено в 1828 году Г. В. Озанном для ошибочно открытого элемента, и Клаус, действительно открывший новый элемент в 1844 году, дал ему это название.

## Добыча, запасы и цена
Основными мировыми производителями рутения являются ЮАР (главный, до 95%, поставщик металла на мировой рынок), Зимбабве, Россия, США, Китай. Добыча рутения в 2009 году составляла 17,9 тонны, в 2021 году она поднялась до 30 тонн. Мировые запасы рутения оцениваются в 5000 тонн. Цена рутения на 27 мая 2016 года составляла 42 доллара за тройскую унцию (примерно 1,35 USD/г). С тех пор цена рутения отличалась большой волатильностью: в июле 2021 года поднималась до 800 USD за тройскую унцию, в декабре 2021 года стабилизировалась на уровне 550 USD или 18 USD за грамм.

## Физические и химические свойства

### Изотопный состав
Природный рутений состоит из семи стабильных изотопов:
96Ru (5,7 % по массе), 98Ru (2,2 %), 99Ru (12,8 %), 100Ru (12,7 %), 101Ru (13 %), 102Ru (31,3 %) и 104Ru (18,3 %).

### Физические свойства
Полная электронная конфигурация атома рутения: 1s22s22p63s23p63d104s24p64d75s1.
Рутений в зависимости от способа его получения является матово-серым или серебристо-белым блестящим металлом, обладающим чрезвычайно большой твёрдостью; при этом он настолько хрупок, что его можно легко растереть в порошок. Он очень тугоплавок и плавится при значительно более высокой температуре, чем платина. В электрической дуге при плавлении Ru одновременно испаряется. Он переходит в газовую фазу также при сильном прокаливании на воздухе, но в этом случае летит не металл, а четыреокись, устойчивая при очень высоких температурах.

### Химические свойства
В отсутствие кислорода на рутений не действует ни одна кислота, даже царская водка (исключение составляет концентрированная хлорная кислота, с которой реакция идет только на свету). Однако содержащая воздух соляная кислота медленно растворяет его при обычной температуре, а при 125° (в запаянной трубке) довольно быстро. При нагревании на воздухе рутений чернеет вследствие поверхностного окисления с образованием RuO2. Если реакция протекает при температуре выше 700°, то образуется смесь оксидов RuO2 и RuO4. Фтор действует на порошкообразный рутений уже ниже температуры красного каления с образованием RuF5 — фторида полимерного строения; рутений реагирует с хлором выше 400 °C (образуется RuCl3). С серой порошкообразный рутений реагирует лишь при соблюдении особых условий. С фосфором он образует соединение RuP2 и RuP и Ru2P; с мышьяком, так же как платина, рутений даёт диарсенид RuAs2. Щелочи в присутствии кислорода или веществ, легко отдающих кислород, например, смеси KOH с KNO3 или K2CO3 с KCIO3, а также перекисей, например Na2O2 или BaO2, при высокой температуре энергично действуют на рутений, образуя с ним рутенаты(VI) M12RuO4.

#### Неорганические соединения
Рутений способен давать соединения, соответствующие разнообразным степеням окисления:
8 RuO4; RuO4 · PCl3
7 M[RuO4]
6 M2[RuO4]; M2[RuF8]; RuF6
5 M[RuF6]; RuF5
4 RuCl4; RuO2; M2[RuCl6]
3 RuCl3; М3[RuCl6]
2 M2[RuCl4]; M4[Ru(CN)6]
1 Ru(CO)nBr
0 Ru(CO)n
Соединения рутения представлены также широким спектром нитрозосоединений — содержащих группировку RuNO3+, например, K2[RuNOCl5]. Данные комплексные соединения, в особенности, нитрозонитроамины (например, [RuNO(NO2)2(NH3)2OH]) и нитрозонитрокомплексы (особенно комплексный анион [RuNO(NO2)4OH]2−) (жёлто-оранжевый) отличаются высокой устойчивостью и кинетической инертностью.
Тетраоксид рутения (Ru+8O4) по свойствам несколько напоминает тетраоксид осмия.
Исследователи из университета Миннесоты в 2018 году показали, что рутений обладает магнитными свойствами при комнатной температуре.

#### Органическая химия рутения
Рутений образует ряд металлоорганических соединений и является активным катализатором.

## Получение
Рутений получают как «отходы» при аффинировании платины и платиновых металлов.
Значительным источником изотопов рутения для его добычи является выделение его из осколков деления ядерных материалов (плутоний, уран, торий), где его содержание в отработанных ТВЭЛах достигает 250 грамм на тонну отработанного ядерного топлива.
Также разработаны основы технологии получения рутения из технеция-99 с помощью реакторного нейтронного облучения (ядерная трансмутация) технеция-99.

## Применение
- Небольшая добавка рутения (0,1 %) увеличивает коррозионную стойкость титана.
- В сплаве с платиной используется для изготовления чрезвычайно износостойких электрических контактов.
- Диоксид рутения и рутенаты висмута используются в толстоплёночных резисторах. Эти два применения в электронике потребляют порядка 50 % производимого рутения.
- Катализатор для многих химических реакций. Очень важное место рутения как катализатора в системах очистки воды орбитальных станций.
- Рутений красный[англ.] применяется как конкурентный антагонист для исследования ионных каналов (CatSper1, TASK,RyR1, RyR2, RyR3, TRPM6, TRPM8, TRPV1, TRPV2, TRPV3, TRPV4, TRPV5, TRPV6,TRPA1, mCa1, mCa2, CALHM1).
- Рутений и его сплавы находят применение в качестве жаропрочных конструкционных материалов в аэрокосмической технике, и до 1500 °C по прочности превосходят лучшие сплавы молибдена и вольфрама (имея преимущество также в высокой стойкости к окислению).

## Физиологическое действие
Рутений является единственным платиновым металлом, который обнаруживается в составе живых организмов (по некоторым данным — ещё и платина). Концентрируется в основном в мышечной ткани. Высший оксид рутения крайне ядовит и, будучи сильным окислителем, может вызвать возгорание пожароопасных веществ.